# Rio Negro (Amazona)
Rio Negro (špa. Río Negro, port. Rio Negro - Crna rijeka) je rijeka na sjeveru Južne Amerike duga 2253 kilometara (s pritokom Vaupés, dužina joj je 2400 kilometara). Ona je druga najveća pritoka Amazone. Teče malim dijelom kroz Venezuelu i Kolumbiju, a većim dijelom kroz Brazil.
Izvire u jugoistočnom dijelu Gvajanskih planina. Rio Negro dalje teče prema jugoistoku, presjecajući ekvator i ulijeva se u Amazonu uzvodno od grada Manausa.
Rio Negro je crnovodna rijeka. Zbog značajnog prisustva organskih kiselina, koje u rijeku donose kiše s pjeskovitih trulišta, vode rijeke Rio Negro su crne boje i relativno prozirne. U njima nema hranjivih sastojaka. Razvoj ličinki komaraca nije moguć, pa stoga oko rijeke nema malarije. Nakon ulijevanja u Amazonu, vode rijeke Amazone su primjetno mliječno smeđe boje u sljedećih 40-ak kilometara.
Rio Negro je najveća crnovodna rijeka na svijetu, bez prisustva organskih kiselina.